# 兵庫県道189号阪急伊丹停車場線
兵庫県道189号阪急伊丹停車場線（ひょうごけんどう189ごう はんきゅういたみていしゃじょうせん）は、兵庫県伊丹市を通る一般県道である。

## 概要
伊丹市中央1丁目から伊丹市伊丹2丁目に至る。

### 路線データ
- 起点：伊丹市中央1丁目（阪急伊丹線 伊丹駅
- 終点：伊丹市伊丹2丁目（伊丹郵便局前交差点、兵庫県道13号尼崎池田線交点、兵庫県道55号伊丹停車場線終点）
- 総延長：219 m

## 路線状況

### 通過する路線バス
- 伊丹市交通局
- 阪急バス

## 地理
伊丹郵便局、伊丹シティホテル（旧・伊丹第一ホテル）は本道沿いにあり、三井住友銀行伊丹支店や証券会社などの金融機関もある。沿道の一部にはアーケードが設置され（Viva伊丹商店街）、各種商店、医院なども軒を連ねている。伊丹市街のメインストリートの一つである。

### 通過する自治体
- 伊丹市

### 交差する道路
| 交差する道路                                    | 交差する場所 | 交差する場所              |
| ----------------------------------------------- | ------------ | ------------------------- |
| 兵庫県道13号尼崎池田線 兵庫県道55号伊丹停車場線 | 伊丹2丁目    | 伊丹郵便局前交差点 / 終点 |

### 沿線
- 阪急伊丹線 伊丹駅
- 伊丹郵便局